# Asdrúbal Chávez
Asdrúbal Chávez är en venezuelansk politiker och företagsledare som är landets olje- och gruvminister samt styrelseordförande för det nationella petroleumbolaget Petróleos de Venezuela (PDVSA) sedan 3 september 2014 när han efterträdde Rafael Ramírez. Han var dessförinnan högste ansvarige för koncernens raffineringsverksamhet och har suttit som ledamot i PDVSA:s styrelse sedan 2005.
Chávez avlade en kandidatexamen i kemiteknik vid Universidad de Los Andes 1979.
Han är kusin till den avlidne presidenten Hugo Chávez, som styrde Venezuela mellan 1999 och 2013.